# Római út (Balaton)
A római út Veszprém vármegyében, a Balaton északi oldalán található, a parttól legalább néhány száz méternyi, olykor 1-2 kilométernyi távolságban húzódó közúti közlekedési útvonal, melynek eredete – a helyi hagyományok és történeti adatok szerint – a római korig nyúlik vissza, de jelenleg is fontos szerepet tölt be az érintett települések közlekedésében. Egyes szakaszain helyközi autóbusz is közlekedik rajta, máshol csak személygépkocsik és kerékpárok, néhol pedig jelzett turistautak nyomvonala halad rajta, hosszabb-rövidebb szakaszokon (például az Országos vagy a Balaton-felvidéki Kéktúra). Az út bizonyos szakaszai négy vagy öt számjegyű mellékútnak számítanak hivatalosan, de vannak szakaszai, amelyeket az adott település önkormányzata üzemeltet. Az útnak csak egyes részei viselik hivatalosan is a Római út utcanevet, máshol más elnevezései léteznek, de a helyi köznyelv, sőt a turisztikai nyelvhasználat is ismeri és használja minden érintett településen a „római út” nevet.

## Története
A Balaton környéke már a római kor idején is sűrűn lakott és utakkal behálózott terület volt, többek között a Balaton északi partján is számos villa és falusias jellegű telep létezése ismert, illetve a part mentén számos helyen egy itteni úthálózat nyomai is előkerültek az elmúlt évszázadok során. Az úthálózat vonalvezetésére jellemző volt, hogy nem kimondottan a tó partján haladt, hiszen a Balaton szabályozása előtt a tó vízszintingadozása jelentékeny volt, és a magasabb vízállás a közlekedést is veszélyeztethette volna. Az előkerült útmaradványokra így egyöntetűen az jellemző, hogy a tó mai partjaitól minimálisan több száz méteres, de inkább 1-3 kilométeres távolságra, és a mai átlagos vízszinthez képest számottevő magasságban kerültek elő.
A római korinak tulajdonított eredetű útvonalak egy része a későbbi évszázadokban is megmaradt, és miután a Balaton vízjárása továbbra is rapszodikus volt, a tó északi partján kialakult középkori települések is a víztől hasonló távolságban, illetve szintkülönbséggel jöttek létre, vagyis a köztük szükségszerűen kialakuló útvonalak is ezeket a régi, gyaníthatóan még ókori eredetű nyomvonalakat követték. Bár a 20. században ezen települések többségének a szabályozott vízparthoz közelebb elterülő, üdülési célú településrészei is kialakultak, az ófalvak ma is a parttól távolabb találhatók, és ezek összeköttetésére használatban maradtak a római utak is.
A Balaton középső medencéje mentén a feltételezhető római út nyomvonala egybeolvadhatott a későbbi országút (a mai 71-es út) nyomvonalával, ezért Örvényes és Badacsonyörs között ma nincs olyan útvonal, amit széles körben római útnak neveznének. Hosszú szakaszon él viszont ez az elnevezés Balatonalmádi és Aszófő között, valamint a Badacsony hegye mentén és a környékén.
A XX-XXI. századi építkezések miatt sok szakaszon nehéz követni a Római út vonalát, de elérhetők a XIX. század ötvenes éveinek állapotát rögzítő kataszteri térképek, amelyeket nagyon tanulságos a mai műholdfelvételekkel összevetni.

## Leírása

### A balatonalmádi-balatonfüredi szakasz
Keleti irányból (Budapest felől) a mai fogalmak szerinti római út Balatonalmádi területén, a Börgönd–Szabadbattyán–Tapolca-vasútvonal Káptalanfüred megállóhelye közelében indul, a 71-es főútból kiágazva, ahol a városhatárig Alsóörsi határút a neve. Alsóörs közigazgatási területére belépve az út neve hivatalosan is Római út lesz, és rövidesen több mint 1 kilométerre eltávolodik a mai vízparttól, de még a 71-es úttól is. Alsóörs ófalujának központját keresztülszelve a Fő út nevet veszi fel, itt egy darabig egybeesik a nyomvonala a 72 116-os útéval. Majd az alsóörsi buszfordulótól Lovasi út lesz a neve, egyúttal néhány száz métert követően átlép Lovas közigazgatási területére, ahol pedig mintegy 200 méteren át a 7219-es úttal fut közös nyomvonalon.
Lovas azon kevés település közé tartozik a Balaton mentén, amelyek közvetlenül a tó közelében találhatóak, de saját partszakaszuk nincs, tehát üdülőtelepük sem alakult ki: ebből kifolyólag a falunak a római út a legfontosabb utcája, Fő utca néven. Az út Lovason betér a falu központjába (itt a 7221-es számozást veszi fel), majd nyugat felé továbbhaladva szőlősdombok között kanyarog tovább az újabb, paloznaki községhatárig, ahol a Zrínyi utca nevet veszi fel, és átmenetileg (talán inkább csak a Paloznaki-öböl kiharapódása miatt) valamivel közelebb kerül a tóparthoz. Itt is a falu központján halad keresztül (a nyúlfarknyi paloznaki partszakasz úgyszintén nem volt alkalmas arra, hogy ott számottevő üdülőtelep jöjjön létre), majd átszeli a soron következő, csopaki községhatárt. A neve ettől fogva Paloznaki utca. 
Csopakon a római út némi iránytörést szenved: a Paloznakról érkező út betorkollik Csopak mai főutcájába, amely a Kossuth utca nevet viseli, de ha itt jobbra, Veszprém irányába fordulunk, akkor kb. 100-150 méter után rátalálunk a római út Arács felé induló szakaszára. Ez a 71-essel párhuzamosan halad Füredi út néven nyugat felé, keresztezve közben a 73-as főutat is. Valójában persze fordítva történt: a 73-as út keresztezte a római utat, amikor a hatvanas évek végén ezzel oldották meg a Veszprémet a Nosztori-völgyön keresztül Balatonfüreddel összekötő főút forgalmának Csopakon kívüli elvezetését a 71-es útig. A 73-as főút erősen átrajzolta a környező utcákat, de még vissza lehet következtetni a római út akkor funkciót vesztett mellékutcáinak elhelyezkedésére. A 19. századi térképeken  jól nyomon lehet követni a római utat. A csopaki szakasz ma a falu történelmi magjának tűnhet, de ne tévesszen meg bennünket az, hogy a római út mellett áll Csopak mindkét ma működő temploma, mert mindkét templom új helyet kapott az utóbbi pár évszázadban. A katolikus templom telkét a harmincas években jelölték ki az akkori faluszélen, és csak a nyolcvanas években készült el az épület, a református templom pedig 1800 körül, azaz nem sokkal a türelmi rendelet után épült. A régi csopaki falunak a római út nagyjából a  Balaton felé eső határát jelölte, a másik oldalán Kövesd faluval, amely szintén a falu határában, vagyis a római út mellett építette fel a templomát majd’ két évszázaddal korábban. Ezek a községek a 20. század közepén egyesültek és hamarosan össze is épültek.
Balatonfüred közigazgatási területére lépve újabb névváltozás következik: a városhatártól kezdve a balatonarácsi városrész történelmi központjáig Lóczy Lajos utca a római út neve. A név és a 7221-es számozás az arácsi templomtól továbbhalad a Balaton, az arácsi vasúti megállóhely felé, a Római út pedig onnantól Arácsi út néven, önkormányzati útként halad Balatonfüred régi központjáig, ahol egyebek között a város nagytemploma és polgármesteri hivatala is található; itt néhol a 2 kilométert is meghaladja az út és a mai vízpart távolsága. Innét a 7303-as számozást viseli, itt ágazik ki belőle a várost a 77-es főúttal (Balatonszőlősön és Tótvázsonyon keresztül) összekötő 7304-es út. A városközponttól az út neve Bajcsy-Zsilinszky utca, majd elhagyja a város lakott területét, utána újabb szőlősdombok között (a Tihanyi-félsziget vonalában) kanyarogva éri el Aszófő területét. Itt az útszakasz a Rákóczi út nevet kapja, majd a nyomvonala lényegében egybeolvad a 71-es út nyomvonalával, nem sokkal előtte még kiágazik észak felé a községet a 77-es úttal (Pécselyen és Tótvázsonyon keresztül) összekötő 7307-es mellékút. A 71-es főúttal megegyező útvonalon érinti Örvényest, Balatonudvarit, Balatonakalit, Zánkát, Balatonszepezdet, Révfülöpöt, Pálkövét, Balatonrendest és Ábrahámhegyet, majd a Badacsony térségében távolodik el újra a jelenlegi főúttól.

### A badacsonyi szakasz

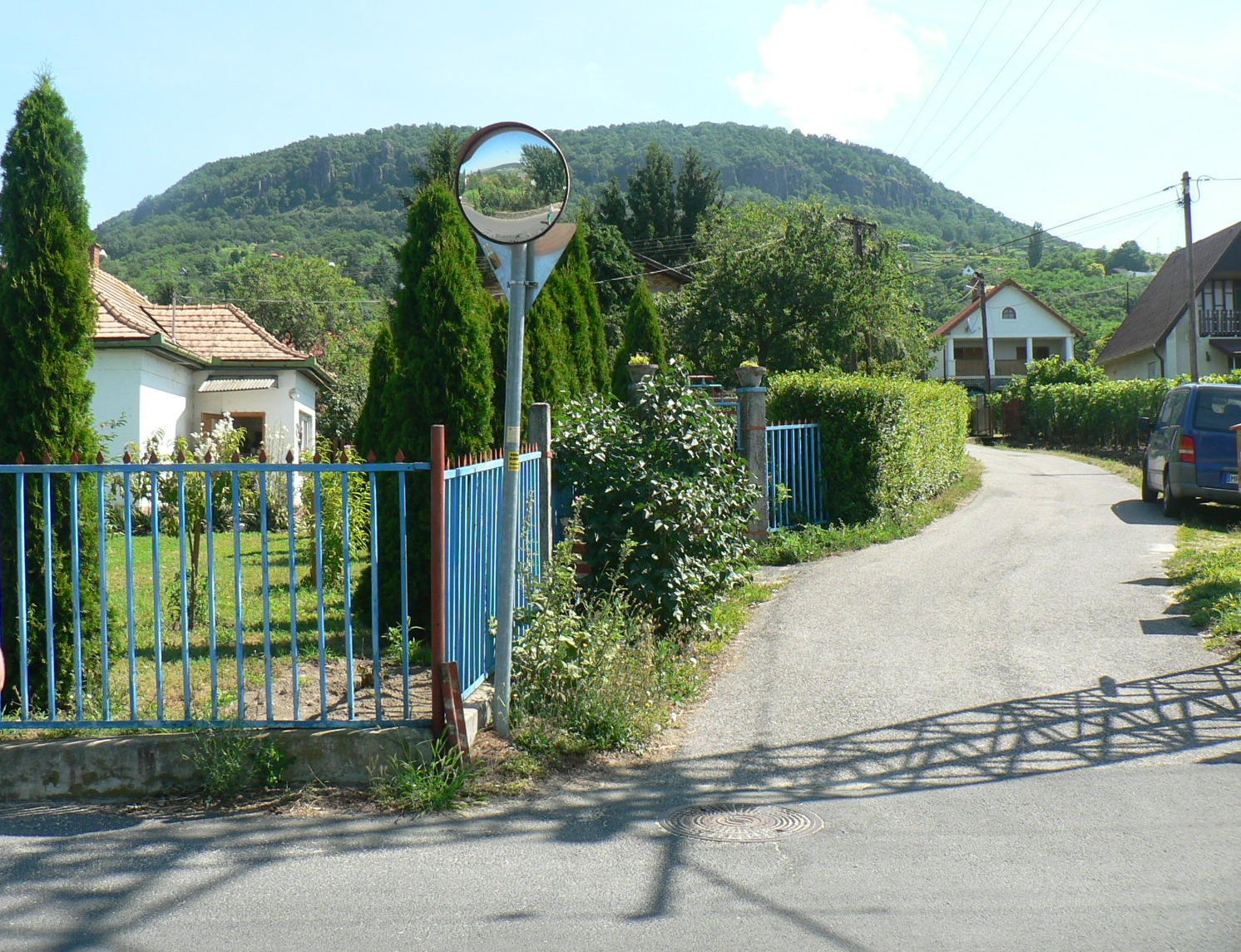
A római út egyik elágazása Badacsonylábdihegyen

Badacsonytomaj, Badacsony, Badacsonylábdihegy és Badacsonytördemic területén ugyancsak végighúzódik egy, a 71-es úttal párhuzamosan, ám néhány száz méterrel arrébb, és tengerszint feletti magasság tekintetében is feljebb haladó útszakasz (száma: 7341, amely vonalvezetése nagy részén ugyancsak hivatalosan is a Római út elnevezést viseli [Badacsonytomajon egy szakaszon Fő utca, míg Tördemicen szintén egy rövid szakaszon Hősök útja az elnevezés], és a két "végpont-település", Tomaj és Tördemic településközpontjait szeli keresztül. Badacsony és Badacsonylábdihegy a két másik badacsonyi település komolyabb történelmi múlt nélküli, üdülési céllal létrejött településrészei, ott tehát a történelmi településközpont kifejezése nem értelmezhető, de mindkét községrészben ugyancsak komoly turisztikai forgalmat bonyolít az útvonal. Az útvonal utolsó szakasza a 73 139-es számot viseli (miközben a 7341-es számot egy Nemesgulács felé továbbhaladó mellékút viszi tovább), végét ismét a 71-es út jelenti a Badacsonytördemic-Szigligeti kereszteződésnél. Egyenes irányú folytatása a 71 123-as út, amely Szigliget központja felé vezet.

## Képgaléria

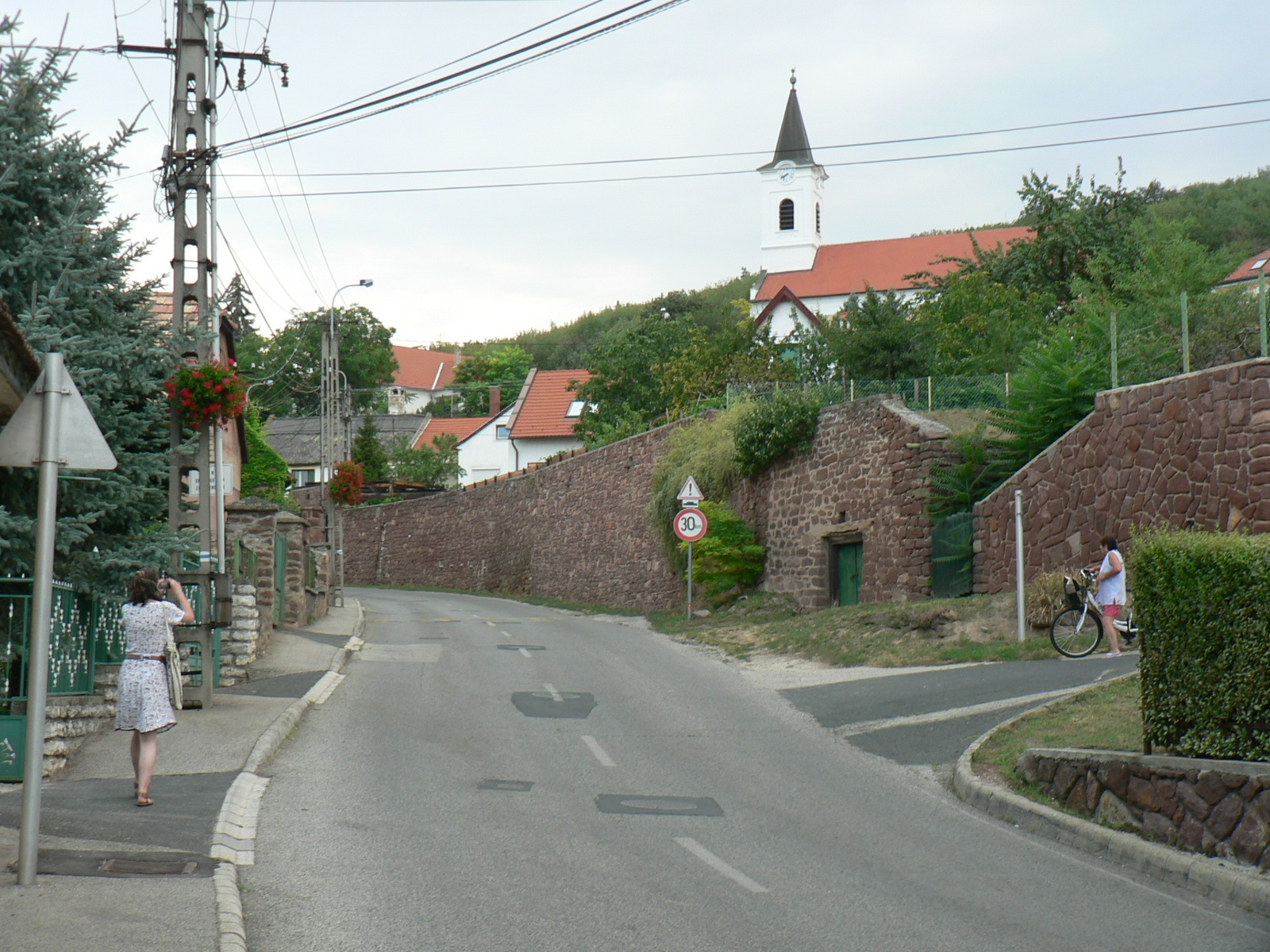
Az Alsóörsön átvezető szakasz
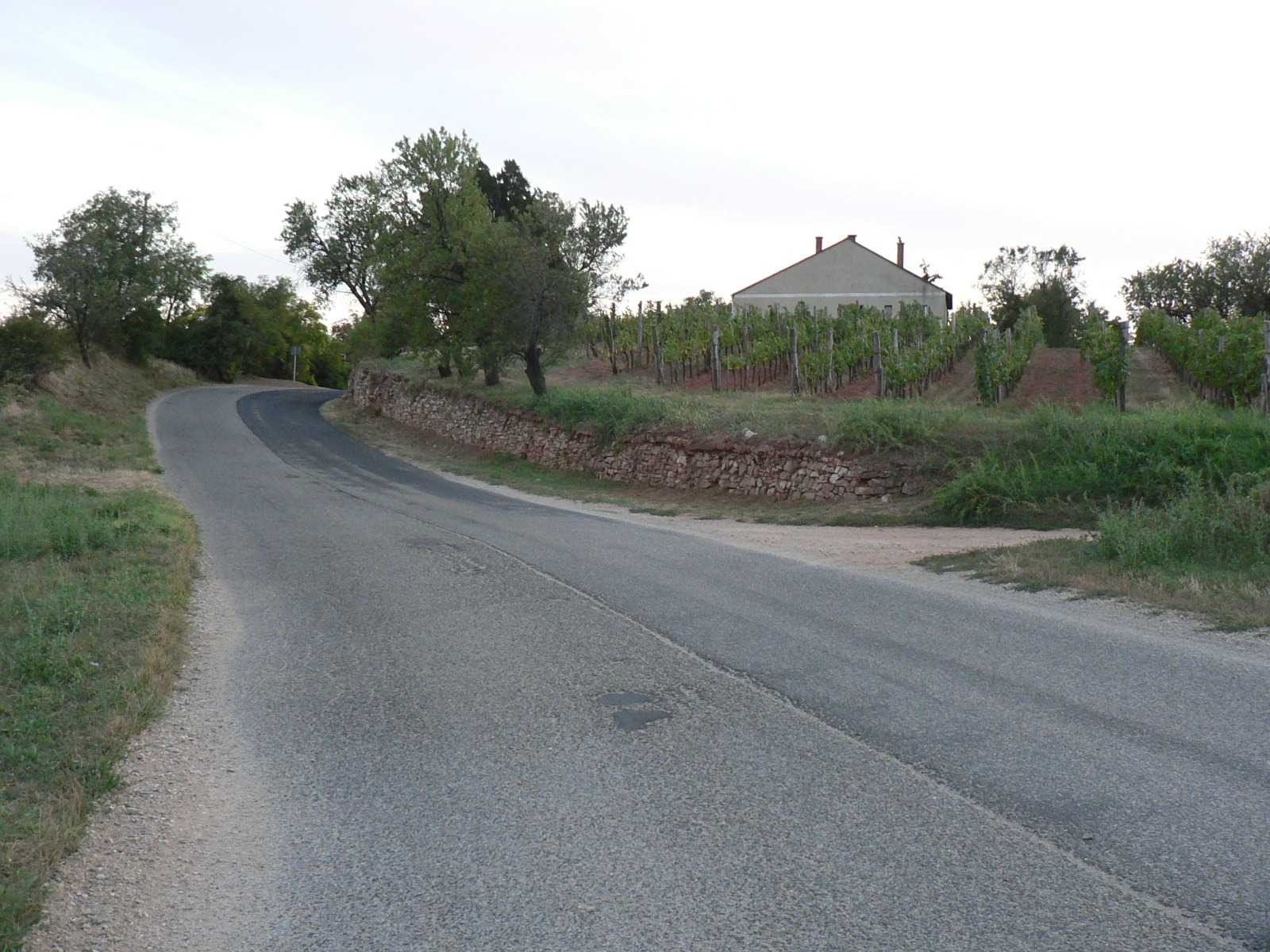
A csopaki bevezető szakasz Paloznak felől
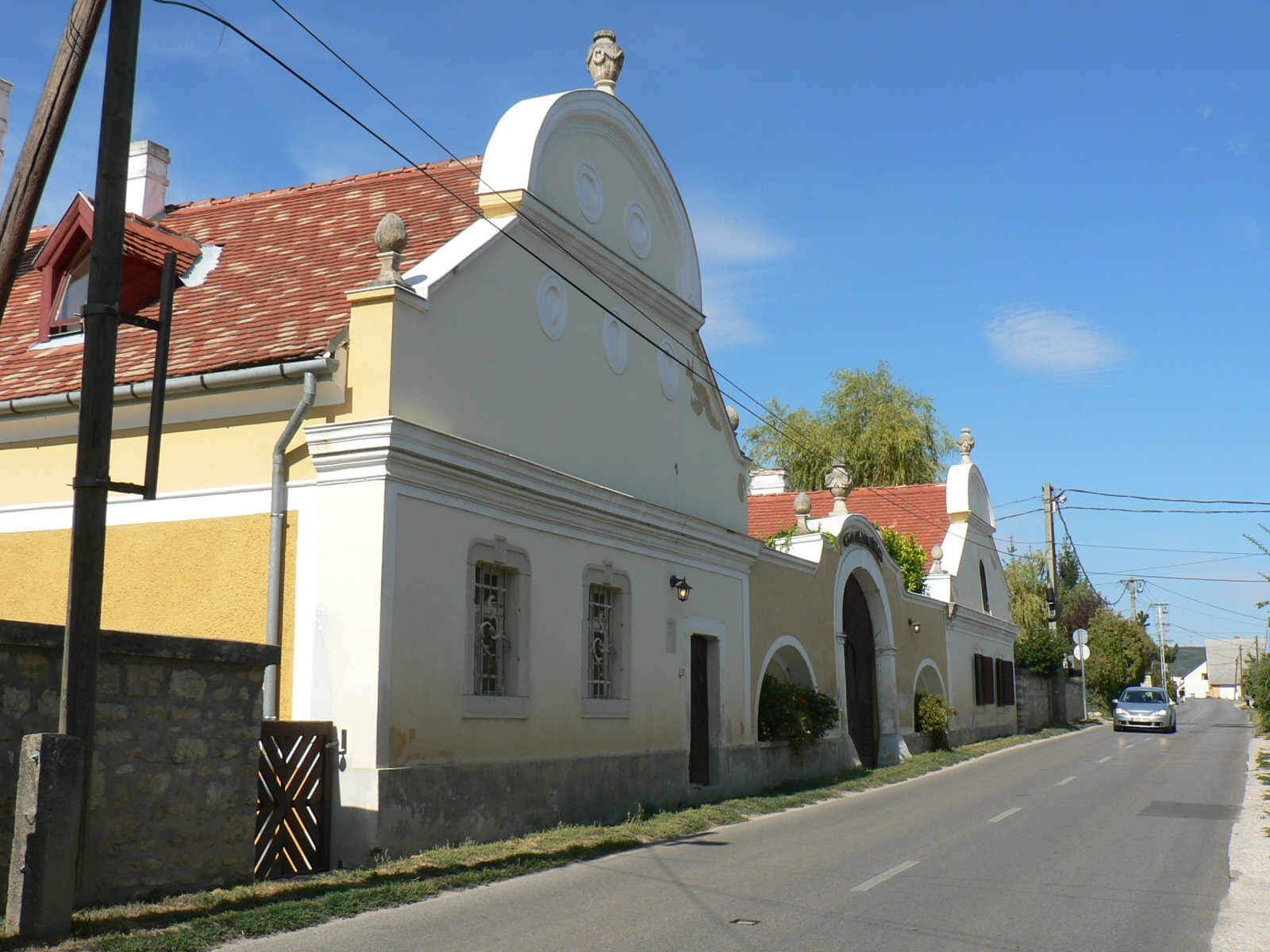
A római út egy szakasza  Balatonarácson, a Gombás-kúria előtt